# آکینوری نیشیزاوا
آکینوری نیشیزاوا (به انگلیسی: Akinori Nishizawa) بازیکن فوتبال اهل ژاپن و عضو تیم ملی فوتبال ژاپن است که در تاریخ ۲۱ مه ۱۹۹۷ میلادی اولین بازی ملی‌اش را انجام داد. او در ۲۹ بازی ملی حضور داشت و آخرین بازی ملی خود را در تاریخ ۱۸ ژوئن ۲۰۰۲ میلادی انجام داد. آکینوری نیشیزاوا در بازی‌های ملی‌اش
۱۰ گل به ثمر رساند.